# Stephen Joseph Perry
Stephen Joseph Perry SJ FRS (26 de agosto de 1833 – 27 de dezembro de 1889) foi um jesuíta e astrônomo inglês, conhecido como participante de expedições científicas.

## Vida
Ele pertencia a uma família católica bem conhecida. Sua educação inicial foi em Gifford Hall, e depois no Colégio Beneditino, Douai, onde prosseguiu para Roma para estudar para o sacerdócio. Tendo decidido ingressar na Companhia de Jesus, entrou no noviciado (1853–5) primeiro em Hodder, e depois em Beaumont Lodge, após o que prosseguiu seus estudos em St. Acheul, perto de Amiens, e no Stonyhurst College. Em consequência de sua inclinação marcante para a matemática, foi enviado para assistir às palestras de Augustus De Morgan, em Londres, e às de Bertrand, Liouville, Delaunay, Cauchy, e Serret, em Paris. No outono de 1860 foi chamado de volta a Stonyhurst para ensinar física e matemática, assumindo também a direção do observatório.
Em 1863 começou seus estudos teológicos no St. Beuno's College, no País de Gales do Norte, e foi ordenado em 1866. Retomou suas antigas funções em Stonyhurst, que durante o resto de sua vida foram ininterruptas, exceto por compromissos científicos especiais.

## Trabalho científico

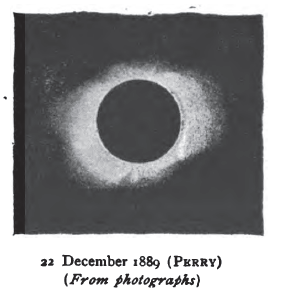
Gravura do eclipse solar de dezembro de 1889, a última expedição de Perry

Em companhia do Padre Walter Sidgreaves, fez levantamentos magnéticos, em 1868 do oeste da França, em 1869 do leste da França, e em 1871 da Bélgica. Em 1870 esteve encarregado de uma expedição governamental para observar um eclipse solar em Cádiz; em Carriacou (Índias Ocidentais) em 1886; em Moscou em 1887; e nas Îles du Salut em 1889, em cuja jornada morreu.
Em 1874 liderou um grupo enviado de forma similar para Kerguelen no Oceano Índico Sul, para observar um trânsito de Vênus. Fez uma série de observações para determinar a longitude absoluta do local, e outras para os elementos magnéticos, em Kerguelen, no Cabo, Bombaim, Áden, Porto Said, Malta, Palermo, Roma, Nápoles, Florença e Moncalieri. Também elaborou um Blue-book sobre o clima de "A Ilha da Desolação", como Kerguelen foi chamada pelo Capitão Cook.
Em 1882 foi novamente com Sidgreaves para observar um trânsito similar em Madagascar, e novamente aproveitou a ocasião para fins magnéticos. Em 1874 tornou-se Membro da Sociedade Real.
No Stonyhurst College, enquanto desenvolveu grandemente o trabalho meteorológico do Observatório de Stonyhurst, e na província da astronomia fez observações frequentes dos satélites de Júpiter, ocultações estelares, cometas, e meteoros, foi no departamento de física solar que trabalhou especialmente, prestando atenção particular às manchas solares e fáculas. Para observação em ilustração destas, um método engenhoso foi desenvolvido e pacientemente seguido. Perry atuou como diretor do Observatório do Stonyhurst College entre 1860 e 1863, e novamente de 1868 até sua morte em 1889.
O Padre Perry era muito procurado como palestrante. Ele morreu em uma expedição para observar o eclipse solar total de dezembro de 1889 das Îles du Salut na Guiana Francesa. Perry adoeceu durante seus preparativos para as observações. Conseguiu observar o eclipse com sucesso, apesar de se sentir muito fraco, completando totalmente seus objetivos científicos. Assim que terminou, no entanto, sua saúde se deteriorou. Retornou ao navio HMS Comus, e morreu no mar cinco dias depois em 27 de dezembro de 1889. Foi enterrado no cemitério católico em Georgetown, Demerara.

### Atribuição
- Herbermann, Charles, ed. (1913). "Stephen Joseph Perry". Catholic Encyclopedia. Nova York: Robert Appleton Company.

Notas: Um relato de sua vida e trabalhos científicos por A. L. Cortie foi publicado pela Catholic Truth Society em 1893.